# Сант'Анђело д'Алифе (Казерта)
Сант'Анђело д'Алифе (итал. Sant'Angelo d'Alife) је насеље у Италији у округу Казерта, региону Кампанија.
Према процени из 2011. у насељу је живело 874 становника. Насеље се налази на надморској висини од 356 м.

## Становништво
| 1931. | 1936. | 1951. | 1961. | 1971. | 1981. | 1991. | 2001. | 2011. |
| ----- | ----- | ----- | ----- | ----- | ----- | ----- | ----- | ----- |
| 2.218 | 2.340 | 2.821 | 2.776 | 2.438 | 2.538 | 2.580 | 2.406 | 2.276 |